# Bologna Football Club 1966-1967
Questa voce raccoglie le informazioni riguardanti il Bologna Football Club nelle competizioni ufficiali della stagione 1966-1967.

## Stagione
Nella Serie A 1966-1967 il Bologna si classifica al terzo posto, dietro alla Juventus, campione d'Italia con 49 punti, ed all'Inter, seconda ad una sola lunghezza. Retrocedono in Serie B la Lazio, il Foggia, il Venezia ed il Lecco. In questa stagione i migliori realizzatori felsinei sono Ezio Pascutti e Giovanni Vastola, con 10 reti a testa. In Coppa Italia il Bologna entra in scena nei Quarti di finale, ma viene subito estromesso dalla Juventus: i tempi supplementari si concludono sull'1-1, e i bianconeri vincono (4-5) ai rigori.

## Divise
Le maglie del Bologna per la stagione 1966-1967 sono a strisce verticali rossoblù, con calzoncini bianchi e calzettoni blu con risvolti rossi. La divisa di riserva è bianca con fascia trasversale rossoblù.
| Casa | Trasferta | Portiere |

## Rosa
| N. |                   | Ruolo | Calciatore         |
| -- | ----------------- | ----- | ------------------ |
|    | Italia (bandiera) | P     | William Negri      |
|    | Italia (bandiera) | P     | Giuseppe Spalazzi  |
|    | Italia (bandiera) | P     | Giuseppe Vavassori |
|    | Italia (bandiera) | D     | Manlio Muccini     |
|    | Italia (bandiera) | D     | Mirko Pavinato     |
|    | Italia (bandiera) | D     | Tazio Roversi      |
|    | Italia (bandiera) | D     | Roberto Prini      |
|    | Italia (bandiera) | D     | Mario Ardizzon     |
|    | Italia (bandiera) | D     | Francesco Janich   |
|    | Italia (bandiera) | D     | Carlo Furlanis     |
|    | Italia (bandiera) | C     | Paride Tumburus    |
|    | Italia (bandiera) | C     | Romano Fogli       |

| N. |                           | Ruolo | Calciatore         |
| -- | ------------------------- | ----- | ------------------ |
|    | Italia (bandiera)         | C     | Giacomo Bulgarelli |
|    | Germania Ovest (bandiera) | C     | Helmut Haller      |
|    | Italia (bandiera)         | C     | Marino Perani      |
|    | Italia (bandiera)         | C     | Mario Fara         |
|    | Italia (bandiera)         | C     | Marcello Tentorio  |
|    | Italia (bandiera)         | C     | Faustino Turra     |
|    | Italia (bandiera)         | C     | Giovanni Vastola   |
|    | Danimarca (bandiera)      | A     | Harald Nielsen     |
|    | Italia (bandiera)         | A     | Mauro Pasqualini   |
|    | Italia (bandiera)         | A     | Bruno Pace         |
|    | Italia (bandiera)         | A     | Luciano Paganini   |
|    | Italia (bandiera)         | A     | Ezio Pascutti      |

## Risultati

### Serie A

#### Girone di andata
| Arbitro: | De Marchi (Pordenone) |

|                       |           |                   |
| Di Giacomo 11’ (rig.) | Marcatori | 9’ (rig.) Nielsen |

| Arbitro: | De Robbio (Torre Annunziata) |

|                                                                  |           |  |
| Nielsen 10’ Haller 33’ Vastola 35’ Rinaldi 53’ (aut.) Perani 83’ | Marcatori |  |

| Arbitro: | Sbardella (Roma) |

|                                         |           |  |
| Riva 6’, 20’, 58’ (rig.) Boninsegna 52’ | Marcatori |  |

| Arbitro: | D'Agostini (Roma) |

|                            |           |             |
| Nielsen 49’ Bulgarelli 87’ | Marcatori | 34’ Facchin |

| Arbitro: | Monti (Ancona) |

|                   |           |  |
| Dell'Omodarme 84’ | Marcatori |  |

| Arbitro: | Di Tonno (Lecce) |

|                        |           |  |
| Haller 22’ Nielsen 81’ | Marcatori |  |

| Arbitro: | Lo Bello (Siracusa) |

|  |           |                   |
|  | Marcatori | 16’, 58’ Pascutti |

| Arbitro: | D'Agostini (Roma) |

|              |           |  |
| Pascutti 31’ | Marcatori |  |

| Arbitro: | De Marchi (Pordenone) |

|                  |           |             |
| Brizi 28’ (aut.) | Marcatori | 7’ Brugnera |

| Arbitro: | Pieroni (Roma) |

|                                       |           |                       |
| Pascutti 8’ Bulgarelli 54’ Perani 76’ | Marcatori | 83’ Corso 86’ Mazzola |

| Arbitro: | De Marchi (Pordenone) |

|                             |           |              |
| Menichelli 3’ Salvadore 72’ | Marcatori | 40’ Pascutti |

| Arbitro: | Bigi (Padova) |

|                             |           |  |
| Turra 55’ Haller 58’ (rig.) | Marcatori |  |

| Arbitro: | Monti (Ancona) |

|            |           |  |
| Danova 52’ | Marcatori |  |

| Bologna 31 dicembre 1966 14ª giornata | Bologna           | 0 – 0 | Venezia | Stadio Comunale\| Arbitro: \| Vacchini (Milano) \| |
| Arbitro:                              | Vacchini (Milano) |       |         |                                                    |

| Arbitro: | Angonese (Mestre) |

|                     |           |            |
| Dolso 2’ Morrone 6’ | Marcatori | 69’ Haller |

| Arbitro: | Pieroni (Roma) |

|              |           |            |
| Saltutti 41’ | Marcatori | 48’ Haller |

| Arbitro: | Gussoni (Tradate) |

|                        |           |  |
| Turra 73’ Pascutti 89’ | Marcatori |  |

#### Girone di ritorno
| Arbitro: | Torelli (Milano) |

|            |           |              |
| Haller 37’ | Marcatori | 1’ Salvemini |

| Arbitro: | Genel (Trieste) |

|  |           |           |
|  | Marcatori | 65’ Turra |

| Arbitro: | D'Agostini (Roma) |

|                |           |          |
| Bulgarelli 84’ | Marcatori | 56’ Riva |

| Arbitro: | Angonese (Mestre) |

|                   |           |              |
| Meroni 37’ (rig.) | Marcatori | 16’ Pascutti |

| Arbitro: | De Marchi (Pordenone) |

|                        |           |  |
| Nielsen 16’ Haller 19’ | Marcatori |  |

| Arbitro: | De Robbio (Torre Annunziata) |

|              |           |                        |
| Bonfanti 26’ | Marcatori | 74’ Haller 82’ Nielsen |

| Arbitro: | Gonella (Torino) |

|                 |           |  |
| Perani 75’, 85’ | Marcatori |  |

| Arbitro: | D'Agostini (Roma) |

|                      |           |             |
| Cané 11’ Orlando 42’ | Marcatori | 59’ Nielsen |

| Arbitro: | Angonese (Mestre) |

|          |           |                    |
| Cosma 7’ | Marcatori | 26’ (rig.) Nielsen |

| Arbitro: | Monti (Ancona) |

|                          |           |           |
| Mazzola 47’ Burgnich 83’ | Marcatori | 53’ Fogli |

| Arbitro: | Pieroni (Roma) |

|                     |           |  |
| Haller 4’ Turra 43’ | Marcatori |  |

| Arbitro: | Genel (Trieste) |

|  |           |                       |
|  | Marcatori | 57’ Turra 71’ Vastola |

| Arbitro: | De Marchi (Pordenone) |

|                             |           |           |
| Pascutti 11’ Bulgarelli 67’ | Marcatori | 13’ Milan |

| Arbitro: | Di Tonno (Lecce) |

|                |           |                        |
| Mazzola II 75’ | Marcatori | 20’ Fogli 60’ Pascutti |

| Arbitro: | Gonella (Torino) |

|             |           |  |
| Vastola 46’ | Marcatori |  |

| Arbitro: | Angonese (Mestre) |

|                          |           |  |
| Pascutti 63’ Vastola 70’ | Marcatori |  |

| Vicenza 28 maggio 1967 34ª giornata | Lanerossi Vicenza            | 0 – 0 | Bologna | Stadio Romeo Menti\| Arbitro: \| De Robbio (Torre Annunziata) \| |
| Arbitro:                            | De Robbio (Torre Annunziata) |       |         |                                                                  |

### Coppa Italia

#### Fase a eliminazione diretta
| Arbitro: | Angonese (Mestre) |

|                                     |                      |                         |
| Fogli 89’                           | Marcatori            | 5’ Zigoni               |
| Perani Bulgarelli Perani Bulgarelli | Tiri di rigore 3 – 4 | De Paoli Sarti De Paoli |

### Coppa delle Fiere
| Arbitro: | Spasov |

|           |           |                         |
| Yazar 69’ | Marcatori | 17’ Vastola 60’ Nielsen |

| Arbitro: | Frisch |

|                                 |           |           |
| Pace 32’, 59’ Haller 36’ (rig.) | Marcatori | 64’ Kiraz |

| Arbitro: | Liedberg |

|                         |           |                            |
| Mašek 10’ Pospíchal 81’ | Marcatori | 3’ Turra 70’ (rig.) Haller |

| Arbitro: | Linemayr |

|                |           |              |
| Haller 9’, 46’ | Marcatori | 21’ Jurkanin |

| Arbitro: | Garcia |

|                                  |           |  |
| Turra 37’ Nielsen 39’ Haller 78’ | Marcatori |  |

| Arbitro: | Loraux |

|             |           |                                 |
| Fairfax 54’ | Marcatori | 37’, 64’ Nielsen 43’ Bulgarelli |

| Arbitro: | Schulenburg |

|             |           |  |
| Nielsen 64’ | Marcatori |  |

| Arbitro: | Vetter |

|                 |           |  |
| Giles 9’ (rig.) | Marcatori |  |

## Statistiche

### Statistiche di squadra
| Competizione      | Punti | In casa | In casa | In casa | In casa | In casa | In casa | In trasferta | In trasferta | In trasferta | In trasferta | In trasferta | In trasferta | Totale | Totale | Totale | Totale | Totale | Totale | DR  |
| Competizione      | Punti | G       | V       | N       | P       | Gf      | Gs      | G            | V            | N            | P            | Gf           | Gs           | G      | V      | N      | P      | Gf     | Gs     | DR  |
| ----------------- | ----- | ------- | ------- | ------- | ------- | ------- | ------- | ------------ | ------------ | ------------ | ------------ | ------------ | ------------ | ------ | ------ | ------ | ------ | ------ | ------ | --- |
| Serie A           | 45    | 17      | 13      | 4       | 0       | 31      | 7       | 17           | 5            | 5            | 7            | 17           | 20           | 34     | 18     | 9      | 7      | 48     | 27     | +21 |
| Coppa Italia      |       | 1       | 0       | 1       | 0       | 1       | 1       | -            | -            | -            | -            | -            | -            | 1      | 0      | 1      | 0      | 1      | 1      | 0   |
| Coppa delle Fiere |       | 4       | 4       | 0       | 0       | 9       | 2       | 4            | 2            | 1            | 1            | 7            | 5            | 8      | 6      | 1      | 1      | 17     | 7      | +10 |
| Totale            |       | 22      | 17      | 5       | 0       | 41      | 10      | 21           | 7            | 6            | 8            | 24           | 25           | 43     | 24     | 11     | 8      | 66     | 35     | +31 |

### Statistiche dei giocatori
| Giocatore     | Serie A  | Serie A | Coppa Italia | Coppa Italia | Coppa delle Fiere | Coppa delle Fiere | Totale   | Totale |
| Giocatore     | Presenze | Reti    | Presenze     | Reti         | Presenze          | Reti              | Presenze | Reti   |
| ------------- | -------- | ------- | ------------ | ------------ | ----------------- | ----------------- | -------- | ------ |
| M. Ardizzon   | 25       | 0       | 1            | 0            | 8                 | 0                 | 34       | 0      |
| F. Battisodo  | -        | -       | -            | -            | 1                 | 0                 | 1        | 0      |
| G. Bulgarelli | 31       | 4       | 1            | 0            | 8                 | 1                 | 40       | 5      |
| R. Fogli      | 27       | 2       | 1            | 1            | 7                 | 0                 | 35       | 3      |
| C. Furlanis   | 29       | 0       | 1            | 0            | 6                 | 0                 | 36       | 0      |
| A. Galli      | 1        | 0       | -            | -            | -                 | -                 | 1        | 0      |
| H. Haller     | 29       | 9       | -            | -            | 8                 | 5                 | 37       | 14     |
| F. Janich     | 31       | 0       | -            | -            | 8                 | 0                 | 39       | 0      |
| M. Muccini    | 14       | 0       | 1            | 0            | 2                 | 0                 | 17       | 0      |
| H. Nielsen    | 21       | 8       | -            | -            | 5                 | 5                 | 26       | 13     |
| B. Pace       | 12       | 0       | -            | -            | 2                 | 2                 | 14       | 2      |
| L. Paganini   | 3        | 0       | -            | -            | -                 | -                 | 3        | 0      |
| E. Pascutti   | 21       | 10      | 1            | 0            | 5                 | 0                 | 27       | 10     |
| M. Perani     | 28       | 4       | 1            | 0            | 5                 | 0                 | 34       | 4      |
| R. Rado       | 5        | -7      | -            | -            | 2                 | -2                | 7        | -9     |
| T. Roversi    | 18       | 0       | 1            | 0            | 5                 | 0                 | 24       | 0      |
| G. Spalazzi   | 2        | 0       | -            | -            | 1                 | -2                | 3        | -2     |
| P. Tumburus   | 12       | 0       | -            | -            | 2                 | 0                 | 14       | 0      |
| F. Turra      | 28       | 5       | 1            | 0            | 6                 | 2                 | 35       | 7      |
| G. Vastola    | 10       | 4       | 1            | 0            | 2                 | 1                 | 13       | 5      |
| G. Vavassori  | 27       | -20     | 1            | -1           | 5                 | -3                | 33       | -24    |